# Sparkasse Schwäbisch Hall-Crailsheim
Die Sparkasse Schwäbisch Hall-Crailsheim ist eine öffentlich-rechtliche Sparkasse mit Sitz in Schwäbisch Hall und Crailsheim. Ihr Geschäftsgebiet ist der Landkreis Schwäbisch Hall.

## Organisationsstruktur
Die Sparkasse Schwäbisch Hall-Crailsheim ist eine Anstalt des öffentlichen Rechts. Rechtsgrundlagen sind das Sparkassengesetz für Baden-Württemberg und die durch den Kreistag des Landkreises Schwäbisch Hall erlassene Satzung. Organe der Sparkasse Schwäbisch Hall-Crailsheim sind der Vorstand, der Verwaltungsrat und der Kreditausschuss.
Mitglieder des Vorstands sind Thomas Lützelberger als Vorsitzender, Michael Beck und Klaus Ehrmann. Der Verwaltungsrat mit Landrat Gerhard Bauer als Vorsitzendem besteht aus 18 Mitgliedern. Mitglieder des Kreditausschusses sind der Vorsitzende und drei weitere Mitglieder des Verwaltungsrats.

## Geschäftstätigkeit und gesellschaftliches Engagement
Die Sparkasse bietet als Universalbank sowohl für Unternehmen als auch für Privatkunden Dienstleistungen an. Neben dem klassischen Vertrieb von Bankprodukten über die Filialen und der Internetpräsenz mit Online Banking und Direktbrokerage bietet die Sparkasse auch die Produkte ihrer Verbundpartner der Sparkassen-Finanzgruppe an.
Die Sparkasse Schwäbisch Hall-Crailsheim wies im Geschäftsjahr 2023 eine Bilanzsumme von 4,366 Mrd. Euro aus und verfügte über Kundeneinlagen von 2,893 Mrd. Euro. Gemäß der Sparkassenrangliste 2023 liegt sie nach Bilanzsumme auf Rang 113. Sie unterhält 30 Filialen/Selbstbedienungsstandorte und beschäftigt 548 Mitarbeiter.
1999 wurde die Sparkassenstiftung für den Landkreis Schwäbisch Hall errichtet, deren Stiftungskapital inzwischen 3 Millionen Euro beträgt. Zweck der Stiftung ist die Förderung von Bildung und Wissenschaft, Kunst und Kultur, Sozialem und Umwelt, insbesondere im Geschäftsgebiet der Sparkasse Schwäbisch Hall-Crailsheim. Darüber hinaus fördert die Sparkasse Schwäbisch Hall-Crailsheim gemeinnützige Vereine, Institutionen und Projekte in ihrem Geschäftsgebiet.

## Geschichte
Die Sparkasse Schwäbisch Hall-Crailsheim entstand aus vier Vorgängerinstituten. Der 1852 in Schwäbisch Hall gegründete private Sparverein war anfänglich als Sammelstelle kleiner und kleinster Spargroschen hauptsächlich für die ärmeren und wirtschaftlich schwachen Bevölkerungskreise und als Institut zur Anlage öffentlicher Gelder gedacht. Weitere Vorgängerinstitute sind die Oberamtssparkasse in Gaildorf, die Oberamtssparkasse Gerabronn und die 1884 entstandene Oberamtssparkasse Crailsheim.
Durch das baden-württembergische Kreisreformgesetz wurde am 26. Juli 1971 die Neuordnung der Landkreise in Baden-Württemberg ab dem 1. Januar 1973 beschlossen. Als Folge der Kreisreform erfolgte am 1. Januar 1974 der Zusammenschluss der Kreissparkassen Schwäbisch Hall und Crailsheim. Gleichzeitig wurde die seit 1938 zur Kreissparkasse Backnang gehörende ehemalige Kreissparkasse Gaildorf in die neue Kreissparkasse Schwäbisch Hall-Crailsheim integriert. 
Im Jahr 2002 feierte die seit Anfang 2001 umfirmierte Sparkasse Schwäbisch Hall-Crailsheim ihr 150-jähriges Firmenjubiläum. Ein weiterer Meilenstein war der Neubau des Dienstleistungszentrums der Sparkasse Schwäbisch Hall-Crailsheim in Schwäbisch Hall-Hessental. Im September 2003 wurde das Dienstleistungszentrum fertiggestellt. Der Grundgedanke zum Neubau war, sechs Betriebsgebäude der Sparkasse, die in und um Schwäbisch Hall verteilt waren, unter einem Dach zu vereinen. So finden sich nun sämtliche Betriebs- und Steuerungsbereiche der Sparkasse in einem Gebäude wieder.